# Christian Wilkins
Pour les articles homonymes, voir Wilkins.
(en) Statistiques sur pro-football-reference
Christian Wilkins, né le 20 décembre 1995 à Springfield dans le Massachusetts, est un joueur professionnel de football américain évoluant au poste de defensive tackle dans la National Football League (NFL) depuis la saison 2019 et jouant actuellement pour les Raiders de Las Vegas.
Auparavant, il a joué au football universitaire pendant quatre saisons pour les Tigers de l'université de Clemson dans la NCAA Division I FBS.
Sélectionné en 13e choix gloal lors du premier tour de la draft 2019 de la NFL par la franchise des Dolphins de Miami, il y reste cinq saisons avant de rejoindre en tant qu'agent libre les Raiders de Las Vegas en 2024.

## Jeunesse
Wilkins fréquente d'abord la Framingham High School. Il est originaire de Springfield, dans le Massachusetts, avant d’être transféré à la Suffield Academy de Suffield, dans le Connecticut, après son année freshman. Au cours de ses 35 matchs au lycée, il a 253 tackles et 28,5 sacks. Wilkins est classé comme une recrue cinq étoiles par Rivals.com et 247Sports.com et se retrouve parmi les meilleurs joueurs de sa classe, les deux sites de recrutement le classant respectivement 21e et 24e national, 4e et 6e de la position defensive tackle et premier de l'état pour les deux,. après avoir reçu des offres des universités de l'Alabama, d'Auburn, du Connecticut et de Boston College, il s'engage à jouer au football universitaire pour les Tigers de l'université de Clemson,.

## Carrière universitaire
Wilkins dispute 11 matchs durant la saison 2015, son année freshman. Il termine l'année avec 33 tackles dont 18 en solo et 4,5 for loss ainsi que deux sacks. Ses performances lui permettent une sélection dans la première équipe Freshman All-American dans laquelle se trouve aussi, entre autres, Josh Rosen, futur choix de premier tour de draft des Cardinals de l'Arizona. Il apparaît également dans l'équipe All-ACC Academic.
Les honneurs continuent à pleuvoir en 2016, son année sophomore, puisqu'il est finaliste du trophée Bronko Nagursky et demi-finaliste du Chuck Bednarik Award. Il est de nouveau sélectionné dans la première équipe All-America par la Football Writers Association, l'American Football Coaches Association (en) (AFCA) et Phil Steele. Il termine l'année avec 48 tackles dont 24 en solo, 3,5 sacks et 9 passes défendues.
Son année junior, lors de la saison 2017, le voit remporter le Bill Willis Award, donné au meilleur joueur de ligne défensive, et une troisième sélection dans la première équipe All-America par l'AFCA, Rivals et Sporting News. 60 tackles dont 27 en solo et cinq sacks viennent s'ajouter à ses statistiques en fin de saison.
Sa dernière année à Clemson, en 2018, lui permet de remporter le trophée William V. Campbell et d'être choisi à l'unanimté dans la première équipe All-America.

### Statistiques universitaires
| Année  | Équipe            | Statut | MJ |       | Plaquages | Plaquages | Plaquages | Plaquages |       | Interceptions | Interceptions | Interceptions | Interceptions |  | Fumbles | Fumbles |
| Année  | Équipe            | Statut | MJ | Total | Seul      | Ast.      | Sacks     | Nb.       | Yards | Déf.          | TD            | Nb.           | Rec.          |  |         |         |
| 2015   | Tigers de Clemson | FR     | 11 | 33    | 18        | 15        | 2,0       | 0         | 0     | 0             | 0             | 1             | 0             |  |         |         |
| 2016   | Tigers de Clemson | SO     | 15 | 48    | 24        | 24        | 3,5       | 0         | 0     | 9             | 0             | 0             | 2             |  |         |         |
| 2017   | Tigers de Clemson | JR     | 14 | 60    | 27        | 33        | 5,0       | 0         | 0     | 4             | 0             | 0             | 0             |  |         |         |
| 2018   | Tigers de Clemson | SR     | 15 | 51    | 25        | 26        | 5,5       | 0         | 0     | 2             | 0             | 1             | 2             |  |         |         |
| Totaux | Totaux            | Totaux | 55 | 192   | 94        | 98        | 16,0      | 0         | 0     | 15            | 0             | 2             | 4             |  |         |         |

## Carrière professionnelle
Wilkins assiste au NFL Scouting Combine  à Indianapolis, dans l'Indiana, et réalise les performances suivantes : 
| Taille             | Poids            | Bras               | Main              | Sprint   | Sprint   | Sprint   | Shuttle 20 yards | 3 cones drill | Détente          | Détente             | Développé couché | Test Wonderlic |
| Taille             | Poids            | Bras               | Main              | 40 yards | 10 yards | 20 yards | Shuttle 20 yards | 3 cones drill | verticale        | horizontale         | Développé couché | Test Wonderlic |
| 6 ft 3 in (1,91 m) | 315 lbs (143 kg) | 32 in 1⁄2 (0,83 m) | 9 in 3⁄4 (0,25 m) | 5,04 s   | -        | -        | 4,55 s           | -             | 29,5 in (0,75 m) | 8 ft 11 in (2,72 m) | 28 reps          | -              |

Il est sélectionné par les Dolphins de Miami au premier tour, 13e choix total, de la draft 2019 de la NFL.

### Dolphins de Miami
Le 9 mai 2019, Wilkins signe un contrat de quatre ans pour un montant de 15,5 millions de dollars incluant une prime à la signature de 9,2 millions de dollars,.

#### 2019
En 9e semaine contre les Jets de New York, Wilkins enregistre son premier sack en carrière NFL sur Sam Darnold (victoire 26 à 18). En 16e semaine contre les Bengals de Cincinnati, il inscrit son premier touchdown en réception de sa carrière NFL à la suite d'une passe du quarterback Ryan Fitzpatrick.

#### 2020
Lors de la victoire 27 à 17 contre les Rams de Los Angeles en 8e semaine, Wilkins réussit sa première interception en NFL sur une passe du quarterback Jared Goff. Le 12 novembre 2020, il est placé sur la liste des réservistes touchés par la Covid-19  et est réactivé le 25 novembre.

#### 2021
En 15e semaine contre les Jets de New York, Wilkins est placé au poste de fullback et il inscrit son deuxième touchdown en NFL sur une Flea flicker (feinte de jeu ou jeu piégé) du quarterback Tua Tagovailoa.

#### 2022
Les Dolphins activent l'option de cinquième année du contrat rookie de Wilkins le 28 avril 2022.

#### 2023
Wilkins termine sa saison avec neuf sacks (record en carrière).

### Raiders de Las Vegas
Le 14 mars 2024, Wilkins signe un contrat de quatre ans pour un montant de 110 millions de dollars dont 84,75 garantis avec les Raiders de Las Vegas.

## Statistiques NFL
| Année  | Équipe               | MJ |                | Plaquages      | Plaquages      | Plaquages      | Plaquages      |                | Interceptions  | Interceptions  | Interceptions | Interceptions |  | Fumbles | Fumbles |
| Année  | Équipe               | MJ | Total          | Seul           | Ast.           | Sacks          | Nb.            | Yards          | Déf.           | TD             | Nb.           | Rec.          |  |         |         |
| 2019   | Dolphins de Miami    | 16 | 56             | 30             | 26             | 2,0            | 0              | 0              | 2              | 0              | 0             | 1             |  |         |         |
| 2020   | Dolphins de Miami    | 14 | 47             | 28             | 19             | 1,5            | 1              | 8              | 5              | 0              | 0             | 1             |  |         |         |
| 2021   | Dolphins de Miami    | 17 | 89             | 49             | 40             | 4,5            | 0              | 0              | 4              | 0              | 1             | 1             |  |         |         |
| 2022   | Dolphins de Miami    | 17 | 98             | 59             | 39             | 3,5            | 0              | 0              | 6              | 0              | 2             | 1             |  |         |         |
| 2023   | Dolphins de Miami    | 17 | 65             | 38             | 27             | 9,0            | 0              | 0              | 2              | 0              | 1             | 2             |  |         |         |
| 2023   | Raiders de Las Vegas | ?  | Saison à venir | Saison à venir | Saison à venir | Saison à venir | Saison à venir | Saison à venir | Saison à venir | Saison à venir | ?             | ?             |  |         |         |
| Totaux | Totaux               | 81 | 355            | 204            | 151            | 20,5           | 1              | 8              | 19             | 0              | 4             | 6             |  |         |         |

| Année  | Équipe            | MJ |       | Plaquages | Plaquages | Plaquages | Plaquages |       | Interceptions | Interceptions | Interceptions | Interceptions |  | Fumbles | Fumbles |
| Année  | Équipe            | MJ | Total | Seul      | Ast.      | Sacks     | Nb.       | Yards | Déf.          | TD            | Nb.           | Rec.          |  |         |         |
| 2022   | Dolphins de Miami | 1  | 4     | 2         | 2         | 1,0       | 0         | 0     | 0             | 0             | 0             | 0             |  |         |         |
| 2023   | Dolphins de Miami | 1  | 3     | 0         | 3         | 0,0       | 0         | 0     | 0             | 0             | 0             | 0             |  |         |         |
| Totaux | Totaux            | 2  | 7     | 2         | 5         | 1,0       | 0         | 0     | 0             | 0             | 0             | 0             |  |         |         |